# Matthews Peak
Matthews Peak är en bergstopp i Antarktis. Den ligger i Västantarktis. Argentina, Chile och Storbritannien gör anspråk på området. Toppen på Matthews Peak är 1 100 meter över havet.
Terrängen runt Matthews Peak är kuperad. Havet är nära Matthews Peak västerut. Trakten är obefolkad. Det finns inga samhällen i närheten. 